# Stéphane Stoecklin
Stéphane Stoecklin (Bourgoin-Jallieu, 12 de janeiro de 1969) é um handebolista francês.
Em 1997, foi eleito o melhor jogador de handebol do mundo pela IHF.

## Clubes
- 1976-1985 : Bourgoin-Jallieu
- 1985-1988 : Chambéry Savoie Handball
- 1988-1990 : Montpellier Handball
- 1990-1994 : USAM Nîmes
- 1994-1996 : Paris Handball
- 1996-1998 : GWD Minden
- 1998-2003 : Suzuka
- 2003-2005 : Chambéry Savoie Handball

## Seleção Francesa
- 238 convocações - 898 gols

## Conquistas

### Individuais
- 1997 -  Melhor jogador do mundo
- 1998 - Melhor atacante do Campeonato Alemão

### Por clubes
- Campeão Francês com Nîmes - 1991
- Bicampeão Francês com Nîmes - 1993
- Campeão Copa da França - 1994
- Pentacampeão Japonês com Suzuka - 1999, 2000, 2001, 2002, 2003
- Bicampeão Copa do Japão - 1999, 2003

### Pela Seleção Francesa

#### Jogos Olímpicos
- 1992 -  Medalha de bronze

#### Campeonato Mundial
- 1993 -  Medalha de prata
- 1995 -  Medalha de ouro
- 1997 -  Medalha de bronze